# Christian Sprenger (handball)
Pour les articles homonymes, voir Christian Sprenger et Sprenger.
Christian Sprenger, né le 6 avril 1983 à Ludwigsfelde (RDA), est un handballeur allemand. Il a également été international allemand à 86 reprises. Il évoluait au poste d'ailier droit au SC Magdebourg puis au THW Kiel. Depuis 2017, il est entraîneur adjoint au THW Kiel.

## Palmarès

### En club
Sauf précision, le palmarès est acquis avec le THW Kiel
Compétitions internationales
- Vainqueur de la Ligue des champions (2) : 2010, 2012
  - Finaliste en 2009
- Vainqueur de la Coupe du monde des clubs (1) : 2011
  - Finaliste en 2012
- Vainqueur de la Coupe de l'EHF : (1) : 2007 (avec SC Magdebourg)

Compétitions nationales
- Vainqueur du Championnat d'Allemagne (5) : 2010, 2012, 2013, 2014, 2015
- Vainqueur de la Coupe d'Allemagne (4) : 2011, 2012, 2013, 2017
- Vainqueur de la Supercoupe d'Allemagne (3) :  2011/12, 2012/13, 2013/14

### En équipe nationale
- 5e place au Championnat d'Europe,  Suisse
- 5e place au Championnat du monde,  Croatie
- 10e place au Championnat d'Europe,  Autriche
- 7e place au Championnat d'Europe,  Serbie

### Distinctions individuelles
- Élu meilleur ailier droit du championnat d'Europe 2012